# 인테르프레타티오 그라이카

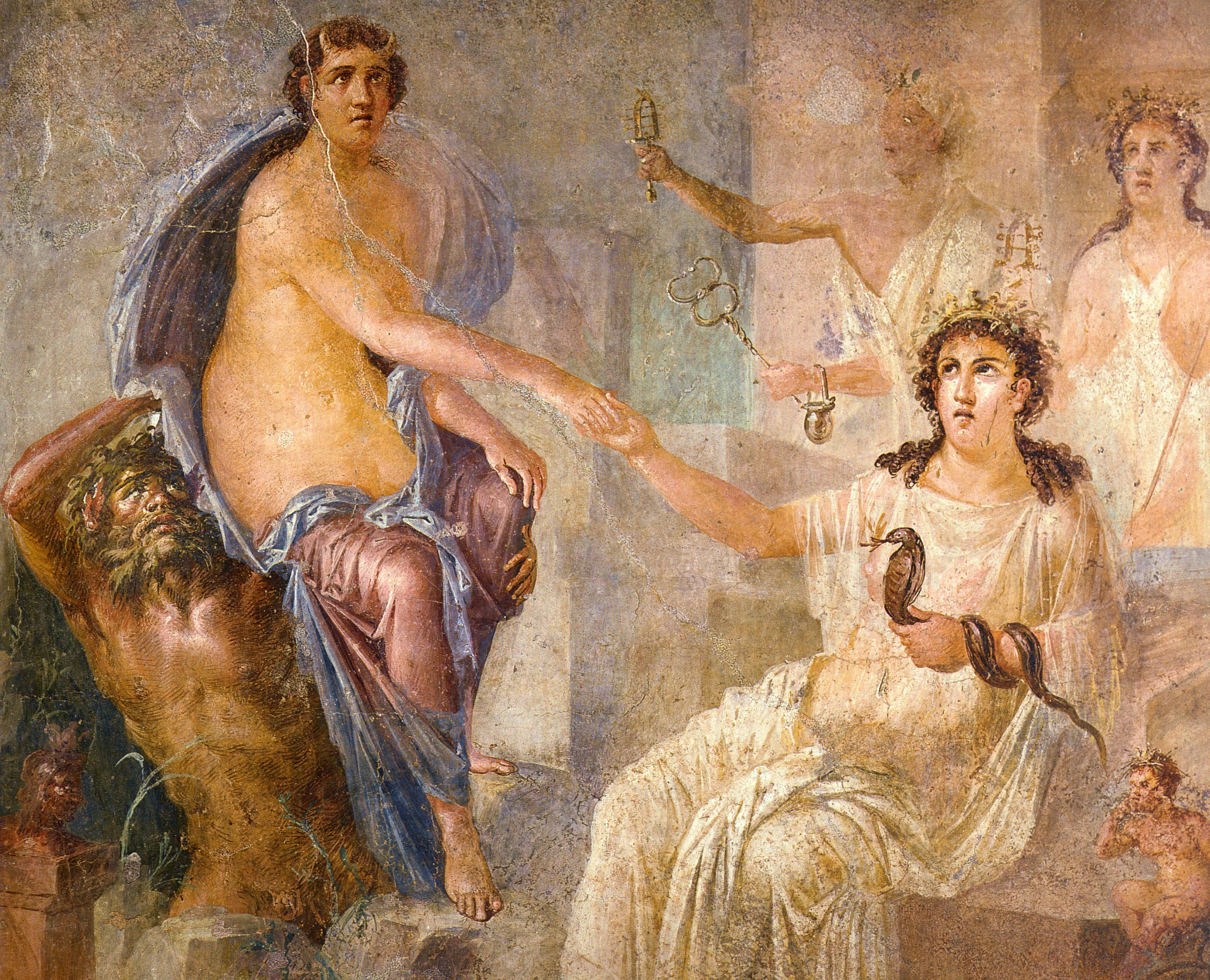
헤라를 피해 이집트로 피난 온 이오를 환영하는 이시스(오른쪽).

인테르프레타티오 그라이카(라틴어: interpretatio graeca)란 사전적 의미는 "그리스식 해석"으로서, 고대 그리스인들이 다른 민족들의 종교, 신화를 자신들의 신화(그리스 신화)와 동일한 것으로 인식하고 그 신들을 그리스의 신들로 번안 기록한 것을 말한다. 예컨대 그들은 이집트의 아몬을 제우스와, 오시리스를 디오니소스와, 프타를 헤파이스토스와 동일시하였다.
고대 로마에서도 이러한 분위기가 이어져서, 로마가 북방을 정복하면서 그 원주민인 켈트 및 게르만의 신들을 그리스-로마의 신들과 동일시했는데(e.g. 오딘 = 메르쿠리우스, 오그마 = 헤르쿨레스), 이를 "로마식 해석"이라는 뜻의 인테르프레타티오 로마나(interpretatio romana)라고 한다.

## 같이 보기
- 본지수적
- 켈트 만신전
- 신불습합
- 혼합주의
- 삼교
- 알지못하는 신